# Psammopsyllus stri
Psammopsyllus stri är en kräftdjursart som beskrevs av Mielke 1983. Psammopsyllus stri ingår i släktet Psammopsyllus och familjen Cylindropsyllidae. Inga underarter finns listade i Catalogue of Life.